# تأثير سونيايف-زيلدوفيتش
تأثير سونييف-زيلدوفيتش في الفيزياء و علم الكون (بالإنجليزية: Sunyaev–Zeldo'vich effect)‏ (مسمى باسم «راشد سونييف» و«جاكوب زيلدوفيتش» ويختصر أحيانا بـ SZ-Effect هو تأثير يصف تخفيض عدد الفوتونات ذات الطاقة المنخفضة وارتفاع عدد الفوتونات ذات طاقة عالية بالمقارنة بتوزيع طيف بلانك في إشعاع الخلفية الميكروني الكوني بسبب غازات ساخنة في تجمعات المجرات .

الإشعاع الحراري للكون (إشعاع الخلفية الميكروني الكوني) عند 2.7 كلفن وهو يطابق تماما التوزيع الكهرومغناطيسي لبلانك. وبالنسبة للأشعة التي تمر في وسط بين مجري ساخن متأين تـنزاح القياسات إلى اليمين قليلا، وهذا هو تأثير سونيايف-زيلدوفيتش.

توجد في الوسط بين المجرات مناطق ساخنة متأينة ، ويوجد فيها إلكترونات يمكن أن تنكسر عليها فوتونات من إشعاع الخلفية الميكرويفي الكوني . هذا ما يسمى «تأثير كومبتون العكسي» وهو يعمل في المتوسط على رفع طاقة الفوتونات، التي يرتفع بالتالي ترددها .
بهذا ينزاح عدد الفوتونات ذات طاقة منخفضة في طيف إشعاع الخلفية إلى مقادير أعلى، ويصبح طيفها أعلى في الطاقة عبالمقارنة إلى توزيع طاقة الفوتونات طبقا لقانون بلانك .

## مقدمة
ينشأ تأثير سونييف-زيلدوفيتش من ثلاثة تأثيرات :
- تأثير حراري : حيث تتفاعل فوتونات إشعاع الخلفية الميكرويفي الكوني مع إلكترونات عالية الطاقة بين المجرات .
- تأثير الحركية: هو تأثير تفاعل الإلكترونات ذات الطاقة العالية بسبب حركتها الجماعية .[1])
- استقطاب الموجات الكهرومغناطيسية

تنبأ راشد سونييف و جاكوب زيلوفيتش بهذا التأثير في تحققا منه بتجارب عملية منعام 1969 ، 1972 و 1980 . أصبح هذا الـاثير ذو أهمية بالغة في الدراسات الفلكية وفيزياء النجوم . فهو يساعد في تعيين قيمة ثابت هابل . كما يفرق تأثير سونييف-زيلدوفيتش بين تأثير تجمعات مجرات وبين تموجات في الكثافة العادية، وهذا بالنسبة إلى طيف الأشعة الكهرومغناطيسية وتموجات تعتمد على المكان لأشعة
الخلفية الميكرويفي الكوني . إن تحليل نتائج القياسات التي تتم بزوايا دقيقة (تباين عال) يحتاج إلى أخد تأثير سونييف-زيلدوفيتش في الحسبان .
تهتم البحوث الجارية حاليا (2013) بافتراض نماذج لكيفية تولد التأثير في البلازما بين المجرات، وفي طرق لاستخدام هذا التـأثير لتعيين ثابت هابل، وكذلك لفصل مركبات مختلفة للتموجات في الخلفية الكونية .
كما تجرى حسابات محاكاة لتكوين هيدرودينامي للبناء الكوني بغرض الحصول على بيانات عن التـأثيرات الحرارية والحركية الجماعية للنظرية .

إن الرصد يكون صعبا بسبب صغر قيمة الـتأثير، علاوة على شوشرة عوامل أخرى تؤثر على تموجات حرارية في إشعاع الخلفية الميكرويفي الكوني.
ولكن منذ معرفتنا بتأثير سونيايف-زيلدوفيتش بأنه عملية تصادم بين الفوتونات والإلكترونات، فإن قدره لا يعتمد على الانزياح الأحمر (أي لا يعتمد على بعد المجرات المؤثرة عنا ). وهذا شيء مهم: فمعناه أن مجرات ذات انزياح احمر كبير [بعيدة) يمكن اكتشافها مثل مجرات ذات انزياح صغير (قريبة). وهناك عامل آخر يعمل على تسهيل اكتشاف مجلات ذات انزياح احمر كبير، ألا وهو العلاقة بين الانزياح الأحمر والحجم الزاوي للمجرات: فهي تتغير قليلا عندما يكون الانزياح الأحمر بين 3و0 و 2، وهذا يعني أن مجرات بين تلك حدود للانزياح الأحمر لها نفس الحجم في السماء.
ان استخدام المسح الرصدي للمجرات باستخدام تأثير سونيايف-زيلدوفيتش من اجل تعيين احاثياتها الفلكية قد بينه الباحث الفلكي «باربوسا» ومجموعة الفيزيائيين العاملة معه في عام 1996. وهذا قد يساعد مستقبلا على تفسير وفهم أفضل لديناميكية الطاقة المظلمة في ارصاد سوف تجرى في المستقبل ( في مرصد القطب الجنوبي و تلسكوب أتاكاما الكوني و بلانك (مرصد فضائي)).

## بحوث تمت
- (1983 - علماء من كامبريدج ومرصد أونز فالي الراديوي يقيسون لأول مرة تأثير سونيايف-زيلدوفيتش من مجموعة مجرات .
- 1993 -تلسكوب رايل يقوم لأول مرة بتصوير مجموعة مجرات تظهر تأثير سونيايف-زيلدوفيتش
- 2003 التلسكوب الفضائي
- 2003 – WMAP يجري مسحا لأشعة الخلفية الميكويفي الكوني للسماء كلها ولها حساسيى محدودة بالنسبة لقياس تأثير سونيايف-زيلدوفيتش.تظهر بعضا من تأثيرا
- 2005 -تجربة باثفيندر أتاكاما - كاميرا سونيايف-زيلدوفيتش ت.ري النور وتبدأ رصد تجمعات مجرية
- 2005 - مصور أركمينيت ميكروكلفن ومصفوف سونيايف-زيلدوفيتش يبدآن قياس انزياحا احمرا كبيرا لمجموعة مجرات باستخدام تأثير سونيايف-زيلدوفيتش.

العمل
- 2007 – مرصد القطب الجنوبي يرلا أول ضوء في 16 فبراير 2007 ويبدأ الرصد في مارس من نفس السنة
- 2007 – تلسكوب أتاكاما الكوني يرى الضوء لأول مرة يوم 8 يونيو ويبدأ إجراء مسحا للسماء بواسطة سونيايف-زيلدوفيتش لتجمعات مجرات
- 2008 - مرصد القطب الجنوبي يكتشف لأول مرة مجموعات مجرات بواسطة تأثير سونيايف-زيلدوفيتش .
- 2009 - بلانك (مرصد فضائي) ينطلق في 14 مايو 2009 للقيام بمسح كامل للسماء للمجرات تبدي تأثير سونيايف-زيلدوفيتش.
- 2012 - تلسكوب أتاكاما الكوني يجري أول رصد لكينماتيكا تأثير سونيايف-زيلدوفيتش (التأثير الحركي).[3]
- 2014 – أول اكتشاف لتأثير سونيايف-زيلودفيتش الحركي يكتشف في MACS J0717.5+3745.[4]